# Kieler Knabenchor
Der Kieler Knabenchor (KKC) ist ein von Guntram Altnöder (1936–2005) gegründeter Knabenchor aus Kiel.

## Geschichte

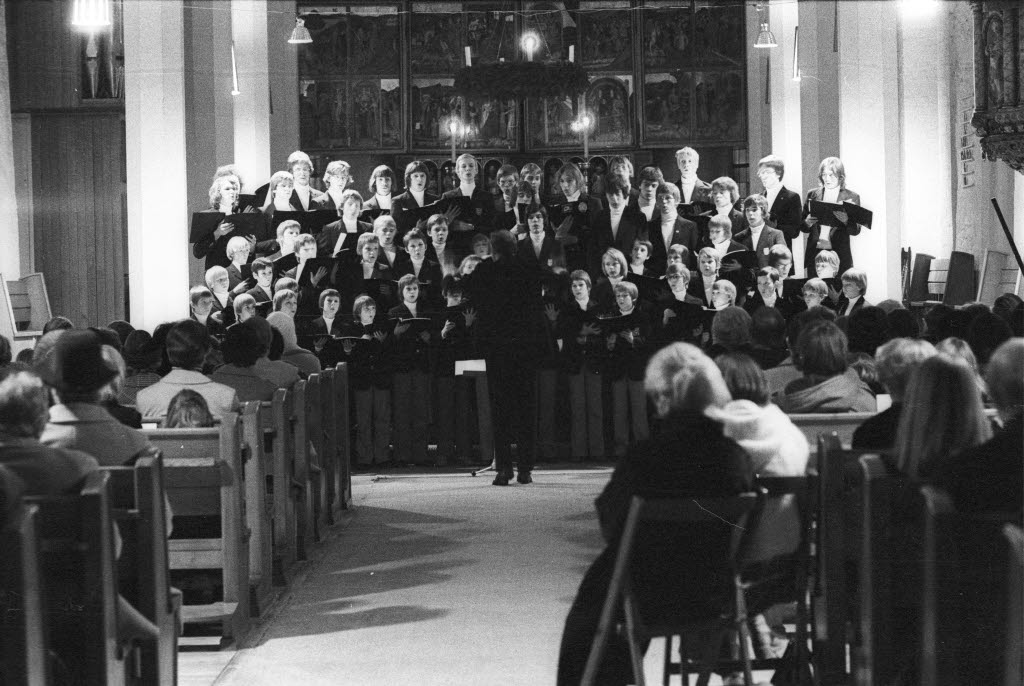
Advent 1977

Der 1968 gegründete Chor fand 1975 in der Nikolaikirche eine Wirkungsstätte und verfügte seit 1991 über ein eigenes Probenzentrum in der Hardenbergstraße. Heute probt er in der Legienstraße. 1990, 1999 und 2001 nahm der Chor am Schleswig-Holstein Musikfestival teil. Im Jahr 2007 nahm der Kieler Knabenchor am Laulupidu Sängerfest in Tallinn teil.
Seit Februar 2020 leitet Jan-Hendrik Jensch den Chor.

## Aufbau des Chores
Der Kieler Knabenchor besteht aus dem Konzertchor, zusammengesetzt aus Sopran, Alt, Tenor und Bass, und einem Nachwuchschor. Die Konzerte werden fast ausschließlich von dem Konzertchor gesungen. Da der Chor kein Internatschor ist, wohnen die Sänger bei ihren Eltern und besuchen zwei- bis dreimal wöchentlich die Proben im Probenzentrum in der Legienstraße in Kiel. 

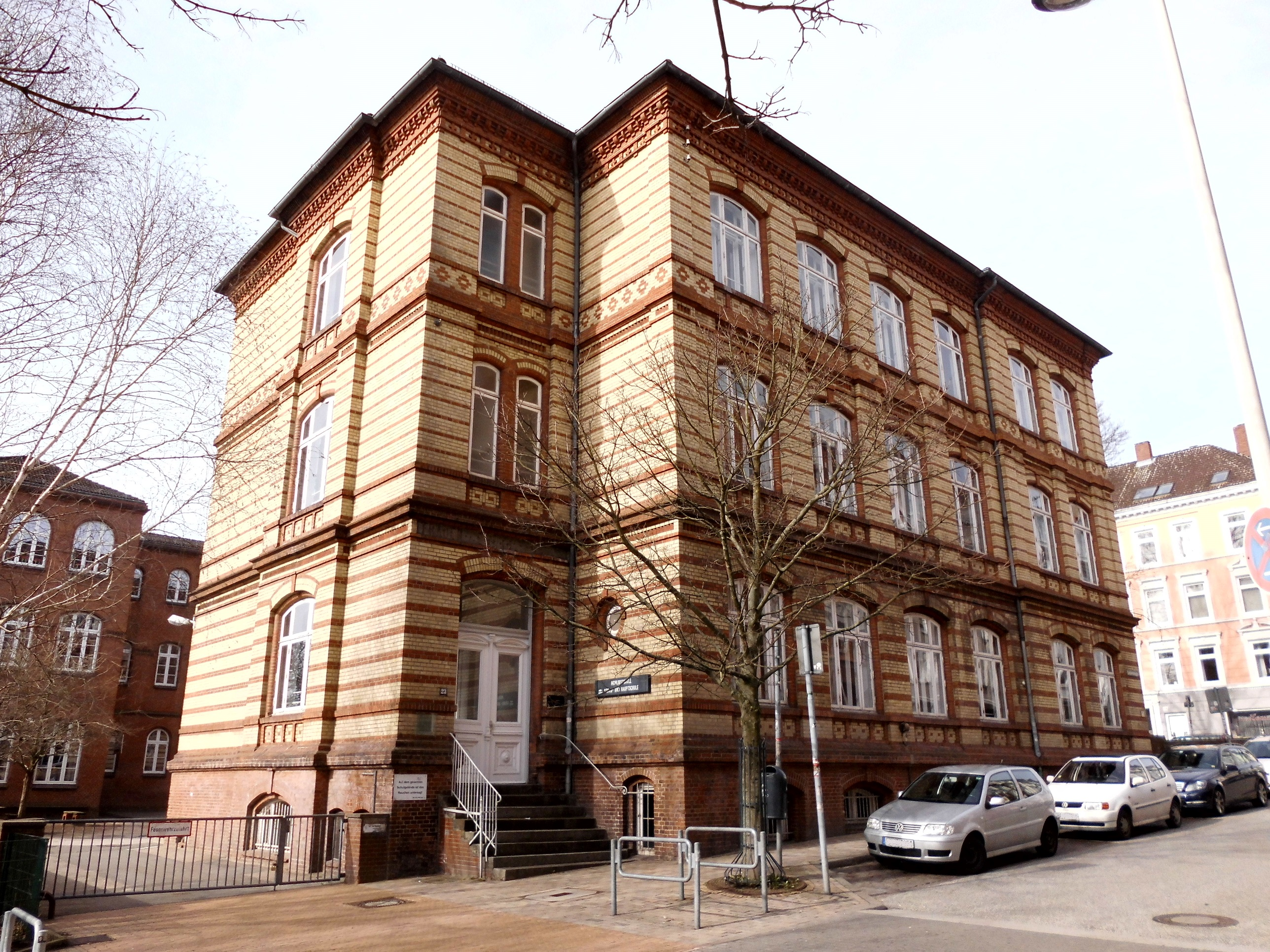
In der obersten Etage dieses Gebäudes befindet sich das Probenzentrum

## Konzerte
Neben den alljährlichen Konzerten in Frühjahr, Sommer und Herbst sowie dem Weihnachtsliedersingen im Advent führt der Kieler Knabenchor alle zwei Jahre das Weihnachtsoratorium von Johann Sebastian Bach auf. Weitere wiederkehrende Auftritte finden zur Eröffnung des Plöner Weihnachtsmarktes oder im Rahmen des Gottesdienstes im Rinderstall auf Gut Schierensee statt. Jedes Jahr findet zudem eine Konzertreise statt, auf denen der Chor sein Repertoire in Städten in ganz Deutschland und dem Ausland vorführt.

## Leitung
- Guntram Altnöder (1968–1998)
- Hans-Christian Henkel (1998–2018)
- Michael D. Müller (2018–2020)
- Jan-Hendrik Jensch (seit 2020)

## Bekannte ehemalige Mitglieder
- Daniel Kramer, Keyboarder
- Nils Olfert, Tenor der Wise Guys und der Alten Bekannten
- Ulrich Burdack, Opernsänger
- Detlev Bork, klassischer und Flamenco-Gitarrist

## Diskographie
- Hört der Engel helle Lieder (1978), Schallplatte
- Kieler Knabenchor (1986), CD (zusammen mit dem Philharmonischen Kammerorchester Hamburg)
- Georg Philipp Telemann – u. a. Schulmeisterkantate (1994), CD
- Weihnachtsoratorium (1999), CD
- Cantate (2001), CD
- Heilige Nacht (2003), CD

## Auszeichnungen
- 1996: Kai-Uwe-von-Hassel-Förderpreis